# جيزا تاترالليي
جيزا تاترالليي (مواليد 11 فبراير 1949) هو مبارز بالسيف كندي، مثّل بلاده في الألعاب الأولمبية الصيفية 1976.

## روابط رياضية
جيزا تاترالليي على موقع أوليمبيديا (الإنجليزية)